# مغدى

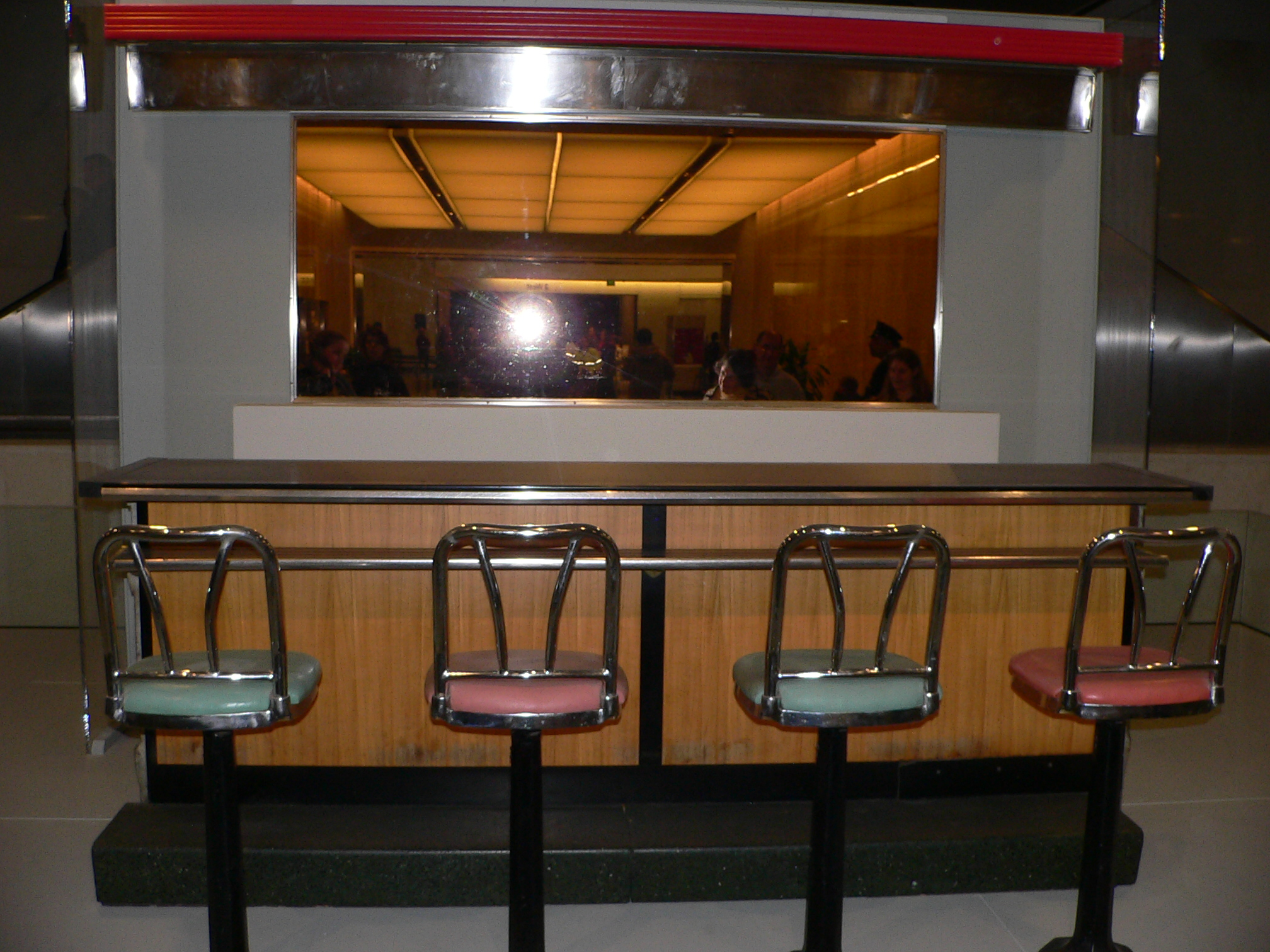
مغذى مصنوع من الخشب والفولاذ المقاوم للصدأ والطاولة المصنوعة من الكروم

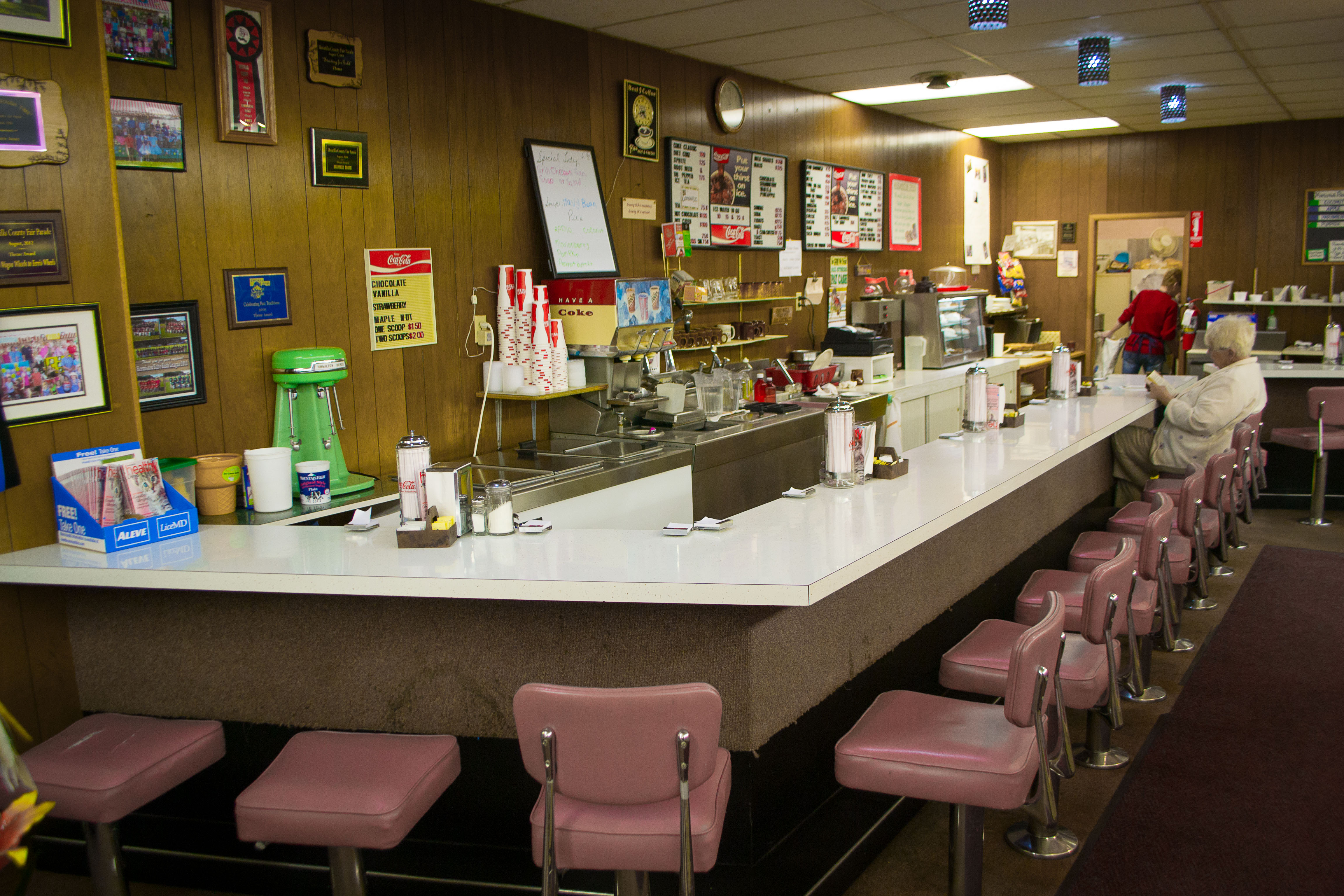

المَغْدَى مطعم صغير يشبه الدَّينر حيث يجلس الزبون على كرسي على جانب واحد من المنضدة ويقدم النادل الطعام من الجانب الآخر من المنضدة حيث يوجد المطبخ أو منطقة إعداد الطعام. كما يوحي الاسم فقد استخدمت أساسًا في وجبة الغداء. كانت المغادي شائعة داخل متاجر المنوعات والصيدليات ومتاجر التجزئة في الولايات المتحدة طوال القرن العشرين. كان القصد منها في المتجر هو الاستفادة من خدمة المتسوقين الجائعين وجذب الناس إلى المتجر حتى يتمكنوا من شراء البضائع.